# Список послов СССР и России на Кипре
В статье представлен список послов СССР и России в Республике Кипр.

## Хронология дипломатических отношений
- 16—18 августа 1960 г. — установление дипломатических отношений на уровне посольств.
- 7 апреля 1992 г. — Кипр признал Россию в качестве правопреемника СССР.

## Список послов
| Срок полномочий                    | Посол                             | Годы жизни | Вручение верительных грамот | Комментарии                                                                  |
| ---------------------------------- | --------------------------------- | ---------- | --------------------------- | ---------------------------------------------------------------------------- |
| СССР                               |                                   |            |                             |                                                                              |
| 16 декабря 1960 — 20 апреля 1968   | Павел Константинович Ермошин      | 1907—1989  | 31 декабря 1960             |                                                                              |
| 20 апреля 1968 — 4 декабря 1970    | Никита Павлович Толубеев          | 1922—2013  | 31 мая 1968                 |                                                                              |
| 8 января 1971 — 7 июля 1973        | Анатолий Александрович Барковский | 1921—2012  | 23 февраля 1971             |                                                                              |
| 7 июля 1973 — 31 июля 1986         | Сергей Тимофеевич Аставин         | 1918—1996  | 29 августа 1973             |                                                                              |
| 31 июля 1986 — 2 октября 1990      | Юрий Евгеньевич Фокин             | 1936—2016  |                             |                                                                              |
| 14 сентября 1990 — 25 декабря 1991 | Борис Геннадиевич Зенков          | 1946—      |                             | Указ о назначении подписан за 18 дней до Указа об отставке предыдущего посла |
| Российская Федерация               |                                   |            |                             |                                                                              |
| 25 декабря 1991 — 18 ноября 1996   | Борис Геннадиевич Зенков          | 1946—      |                             |                                                                              |
| 18 ноября 1996 — 25 октября 1999   | Георгий Львович Мурадов           | 1954—      |                             |                                                                              |
| 31 декабря 1999 — 20 ноября 2003   | Владимир Александрович Павлинов   | 1937—2013  | 23 марта 2000               |                                                                              |
| 24 ноября 2003 — 11 сентября 2008  | Андрей Алексеевич Нестеренко      | 1955—      |                             |                                                                              |
| 11 сентября 2008 — 3 июня 2013     | Вячеслав Дмитриевич Шумский       | 1950—      | 31 октября 2008             |                                                                              |
| 3 июня 2013 — 12 сентября 2022     | Станислав Вилиорович Осадчий      | 1951—      | 9 сентября 2013             |                                                                              |
| 12 сентября 2022 — настоящее время | Мурат Магометович Зязиков         | 1957—      | 16 февраля 2023             |                                                                              |